# Anna-Lisa Sjögren
Anna Elisabeth (Anna-Lisa) Charlotta Sjögren, född 22 februari 1897 i Avesta, död 25 december 1979 i Ålems församling i Kalmar län, var en svensk affärsinnehavare och målare.
Hon var dotter till bruksdisponenten Arvid Christer Primus Sjögren och Emma Augusta Elisabeth Charlotta Cornelius och från 1949 gift med sjökaptenen Eric August Swederus. Sjögren utbildade sig vid en konstskola i London 1920–1921 och privata studier för Axel Peter 1930–1931 samt vid Berggrens och Larssons konstskola i Stockholm 1931–1932 och under studieresor till Frankrike. Hon medverkade i Liljevalchs höstsalonger. Hennes konst består av stilleben och landskapsskildringar.